# لغات آرامية غربية
اللغات الآراميّة الغربيّة هي مجموعة من اللغات الآراميّة التي تطورت في بلاد الشّام بعكس اللغات الآراميّة الشرقيّة التي ظهرت في بلاد الرافدين.
تحدثت شعوب هذه المنطقة عدداً من هذه اللغات في الماضي كالفلسطينيّة اليهوديّة، الفلسطينيّة المسيحيّة، السامريّة، النبطيّة، والآراميّة الغربيّة الحديثة. لكنها انقرضت كلها تقريباً في الوقت الحالي باستثناء الآراميّة الغربيّة الحديثة، والتي يتحدثها اليوم عدة آلاف من الأشخاص يتركزون في جبال لبنان الشرقيّة، وتحديدًا في معلولا في سوريا. يتألف هؤلاء من المسيحيين والمسلمين الذين لم يصل إليهم التعريب الثّقافي واللغوي بسبب العزلة الجبلية النّائية في قراهم[محل شك].

## تاريخ
بعد الفتح الإسلامي للشام في القرن السابع حدثت عدة تحولات ثقافية وديموغرافية كبيرة في المنطقة، كان أهمها تعريب المسلمين الجدد والمسيحيين المتبقين، حيث أخذت اللغة العربية مكان اللغات الآرامية (بما فيها اللغات الآرامية الغربية) كلغة أُم لغالبية السكان. وبالرغم من هذا، يبدو أن الآرامية الغربية بقيت على قيد الحياة لفترة طويلة نسبياً، على الأقل في بعض القرى الجبلية في جبال لبنان الشرقيّة، كما تشير بعض المصادر إلى أنَّ الرحالة والمسافرين في بعض القرى اللبنانية استمروا بالتدوين بهذه اللغات حتى القرن السابع عشر.